# 아르마비르 레이더 기지

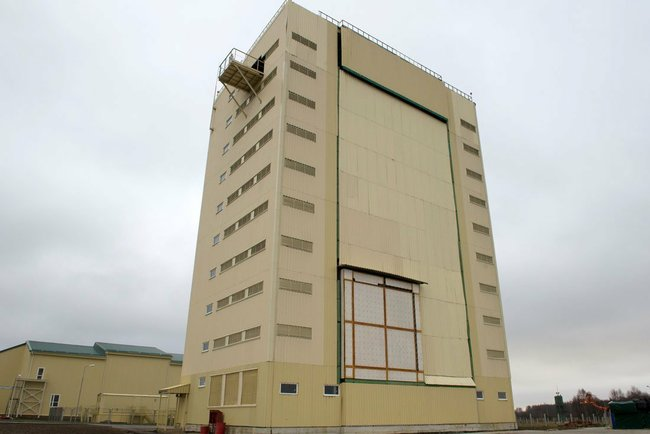
보로네슈-DM

아르마비르 레이더 기지(Armavir Radar Station)는 러시아의 조기경보레이더 기지이다.

## 역사
2006년 건설했다. 2009년 10월 본격 가동에 들어갔다. 탐지거리 10,000 km의 보로네슈-DM 조기경보레이더(UHF)를 설치했다.
'보로네슈-DM'은 4천여 개의 부품으로 이루어졌던 기존 조기경보 시스템과는 달리 23개의 간단한 부품으로 구성되며 필요할 경우 손쉽게 이동배치할 수 있는 특성을 갖고 있다.
러시아는 보로네슈-DM 레이더를 2009년 남부 크라스노다르주(州)의 아르마비르 지역에 배치했으며, 2011년 칼리닌그라드 실전배치에 이어, 2012년에는 시베리아 이르쿠츠크에도 배치할 예정이다.
2019년 2월 17일, 항공우주군 우주부대의 이고르 모로조프 제1부사령관은 지상형 미사일 경보 시스템의 개량이 완료됐다고 스푸트니크를 통해 밝혔다.
탐지거리 10,000 km의 보로네슈-DM 조기경보레이더(UHF)는 4곳에 설치되어 있다.
- 아르마비르 레이더 기지
- 예니세이스크 레이더 기지
- 바르나울 레이더 기지
- 피오네르스키 레이더 기지 - 칼리닌그라드

## 같이 보기
- A-135 탄도 미사일 방어 시스템